# 4207 Chernova
A 4207 Chernova (ideiglenes jelöléssel 1986 RO2) a Naprendszer kisbolygóövében található aszteroida. Edward L. G. Bowell fedezte fel 1986. szeptember 5-én.